# Pete La Roca
Pour les articles homonymes, voir Roca.
Peter Sims de nom de scène Pete La Roca, né le 7 avril 1938 à New York, mort le 19 novembre 2012, est un batteur américain de jazz devenu par la suite avocat. Il commence sa carrière musicale comme joueur de timbales dans des groupes de musique latine et prend le nom de La Roca en 1957.

## Carrière musicale
Peter Sims nait à New York en 1938 et grandit au sein d'un environnement musical puisque sa mère est pianiste et son beau-père trompettiste. Il commence sa formation en étudiant les percussions à l'école publique avec notamment la batterie et les timbales au lycée High School of Music and Art. Au cours de ses études au City College of New York il joue pendant deux ans des timbales dans un orchestre. 
Le batteur Max Roach le remarque au club de jazz Birdland et le conseille au saxophoniste Sonny Rollins avec qui il enregistre en 1957 l'album A Night at the Village Vanguard jouant à la batterie en alternance avec Elvin Jones.
Entre 1957 et 1968, il joue avec de nombreux musiciens de renom tels que Jackie McLean, Slide Hampton, le John Coltrane Quartet, Marian McPartland, Art Farmer, Freddie Hubbard, Mose Allison, Charles Lloyd, Paul Bley et Steve Kuhn. Il joue aussi sur Page One en juin 1963, le premier album du saxophoniste de Detroit, Joe Henderson avec qui il enregistrera plusieurs albums dont Our Thing. La Roca dirige aussi son propre groupe et travaille en tant que batteur principal au Jazz Workshop à Boston (Massachusetts). Au cours de cette période il enregistre deux fois en tant que leader, d'abord avec l'album Basra (Blue Note, 1965) et Turkish Women at the Bath (Douglas, 1967) avec Chick Corea, le bassiste Walter Booker et John Gilmore,.
En 1968, il quitte la scène musicale pour devenir avocat. Il revient sur la scène jazz en 1979 pour jouer par intermittence et enregistre un album en tant que leader nommé Swingtime (Blue Note, 1997).

## Discographie

### En leader
| 1. Malagueña 2. Candu 3. Tears Come from Heaven 4. Basra 5. Lazy Afternoon 6. Eiderdown |

| 1. Turkish Women at the Bath 2. Dancing Girls 3. Love Planet 4. Marjoun 5. Bliss 6. Sin Street 7. And So I |

| 1. Drumtown 2. Body and Soul 3. Susan's Waltz 4. Tomorrow's Expectations 5. The Candy Man 6. Nihon Bashi 7. Candu 8. Amanda's Song |

### En sideman
Liste non exhaustive.
| Sortie | Leader         | Label      | Nom de l'album |
| --- | -------------- | ---------- | --- |
| 1957 | Sonny Rollins  | Blue Note  | A Night at the Village Vanguard Old Devil Moon Softly, As in a Morning Sunrise Striver's Row Sonnymoon for Two I Can't Get Started A Night in Tunisia |
| 1958 | Sonny Clark    |            | Sonny Clark Quintets |
| 1959 | Tony Scott     | Muse       | I'll Remember |
| 1959 | Tony Scott     | Muse       | Golden Moments |
| 1959 | Jackie McLean  | Blue Note  | New Soil |
| 1961 | Jackie McLean  | Blue Note  | Bluesnik |
| 1961 | Kenny Dorham   | Black Lion | West 42nd Street |
| 1962 | George Russell | Milestone  | Outer Thoughts |
| 1962 | George Russell | Riverside  | The Outer View |
| 1963 | Joe Henderson  | Blue Note  | Page One |
| 1963 | Joe Henderson  | EMI        | Our Thing |
| 1963 | Jackie McLean  | Blue Note  | Vertigo |
| 1. Old Devil Moon 2. Softly, As in a Morning Sunrise 3. Striver's Row 4. Sonnymoon for Two 5. I Can't Get Started 6. A Night in Tunisia |                |            | |